# Querees (escultor)
Querees (en llatí Chaereas, en grec antic Χαιρέας) fou un escultor grec que treballava amb bronze, i que, segons explica Plini el Vell a la Naturalis Historia, va fer estàtues d'Alexandre el Gran i del seu pare Filip II de Macedònia.